# Руднєв Сергій Миколайович
Сергій Миколайович Руднєв (21 вересня 1943 — †15 квітня 2017) — український поет, автор-виконавець пісень, член НСПУ з 1996 р.

Народився, жив, любив, творив, помер у Черкасах. 

## Життєпис
Народився 21 вересня 1943 року в м. Черкаси. Закінчив Черкаський технікум електрифікації і механізації сільського господарства та факультет фізичного виховання Черкаського педагогічного інституту. 

Працював тренером, викладачем Черкаського педагогічного інституту.

Член НСПУ з 1.10.1996 р.

Помер письменник 15 квітня 2017 р., похований у Черкасах на міському кладовищі №3.

## Відзнаки
Лауреат обласної літературної премії «Берег надії» імені Василя Симоненка (2012),
 
багатьох міжнародних та регіональних пісенних фестивалів.

## Про митця
«Провели в надобрійну дорогу нашого дорогого побратима СЕРГІЯ РУДНЄВА.

Він геніально оркестрував свою багатогранну діяльність. Знов і знов будемо поціновувати Його стаєрську й системну мудрість в осягненні творчих завдань, в талановитому самовираженні, у вимогливій і (здавалося) цілодобовій працьовитості, у світлоенергетичній офірі всього себе людям і Україні. 

Поет, публіцист, прозаїк, артист-декламатор, композитор, музикант, співак-виконавець своїх та инших авторських творів, літератор-настановник, громадський діяч.
Прийшов у літературу в середині семидесятих.

Тоді ж став кандидатом в майстри спорту з боксу та кандидатом в майстри спорту з веслування на каное. 

Виступав сам і тренував юних. Його учень та вихованець Іван Гордієнко - багаторазовий чемпіон України з веслування на одиночній байдарці.

Четвірка байдарочників, яка перемогла в першості України 1976 року, - його спортовці.

Далекого 1977-го Він, знаний спортсмен і тренер, за спонукою предоброї своєї душі заїхав до мене в гуртожиток на коротку гостину. Широта Сергієвих літературних та музичних зацікавлень, - пам"ятаю, - вразили мене, як і Його опанована українська в поліфонічному нАборі. Талант - це ж легко робити те, що важко для инших.

Надзвичайні обдарування Сергія Руднєва - генетично детермінована велич його роду. В повені горя дружина, доньки зраненими чайками припадали човна, спорядженого у вічну плавбу, а поруч стояли внуки, в поставі, вроді, енергетичній силі - спадкоємці діда.

Повертався з волейбольного тренування.

Помер в одну хвилю. Упав, як злетів. Упав і злетів».

19.04.2017 Сергій Ткаченко, поет, член НСПУ